# سیارک ۱۲۸۷۰
سیارک ۱۲۸۷۰ (به انگلیسی: 12870 Rolandmeier، نامگذاری:1998MK37) دوازده هزار و هشتصد و هفتاد و یکمین سیارک کشف شده‌است که در ۲۴ ژوئن ۱۹۹۸ کشف شد.
قدر مطلق سیارک برابر ۲۱.۴ است.